# Trygodes
Trygodes là một chi bướm đêm thuộc họ Geometridae.